# Центральная научная библиотека НАНА
Центральная научная библиотека НАНА (ЦНБ НАНА) — ведущая научная библиотека Азербайджана с универсальным подходом, имеющая богатые фонды научных изданий национального и мирового значения.

## История
Центральная научная библиотека начала свою деятельность в 1923 году при поддержке Общества изучения и исследования Азербайджана.
Создана по инициативе интеллигенции Азербайджана — Наримана Нариманова, Абдуррагима Ахвердова, Таги Шахбази, Ханафи Зейналлы.
Начальной базой для формирования библиотеки стало библиографическое бюро, основанное 4 ноября 1923 года под руководством выдающегося литературоведа, библиографа Александра Багрия.
18 ноября 1923 года на собрании Общества изучения и исследования Азербайджана было принято решение о создании библиотеки. С этого периода библиотека начала свою деятельность при Обществе. На тот момент фонд библиотеки состоял из 430 книг и 1200 экземпляров ценных рукописей. В 1925 году на собрании Центрального совета Общества изучения и исследования Азербайджана с целью устранения параллельности в работах научной библиотеки Общества и Библиографического бюро и библиографизации всех материалов библиотеки, бюро и библиотека объединились, и было сформировано Библиотечно-библиографическое бюро. Председателем Библиотечно-библиографического бюро стал Ханафи Зейналлы.
В 1945 году в связи созданием Академии наук Азербайджанской ССР в истории Центральной научной библиотеки начался новый этап развития. В 1963—1984 годах Центральная научная библиотека носила название Фундаментальная научная библиотека Академии наук Азербайджанской ССР.
С 1984 года носит название Центральной научной библиотеки.
4 января 2003 года Центральная научная библиотека получила статус научного учреждения.

## Фонды
- Фонд литературы на азербайджанском языке

В фонде содержится 79 171 книг. Так же имеются 18 530 журналов, 1 514 газет, 5 856 диссертаций, 15 993 авторефератов и 56 334 периодических изданий.
- Фонд литературы на русском языке

Насчитывает более 600 тыс. экземпляров. В состав фонда входят различные научные и литературные издания, начиная со средних веков, словари, фотокопии и летописи периодических изданий.
- Фонд литературы на восточных языках

Насчитывает более 73 855 тыс. экземпляров. Особое место в фонде занимают личные книжные коллекции знаменитых востоковедов XX века. В фонде хранится коллекция из 427 книг, 847 журналов и ряда архивных материалов известного тюрколога, венгерского академика, члена Академии наук Венгрии профессора Георга Хазаи, 4 384 книги член-корреспондента АН СССР, лауреата Государственной премии СССР Е. Э. Бертельса — востоковеда, специалиста в области истории персидской, таджикской и ряда тюркских литератур, творчества Фирдоуси, Джами, Навои, Низами; 233 книги профессора, всемирно известного востоковеда Е. А. Беляева, 2 115 книг ученого-востоковеда Б. Н. Заходера, 478 книг дипломата Захида Гусейнзаде, 62 книги маэстро Ниязи.
- Фонд литературы на западноевропейских языках

В составе фонда 59 503 книг, 150 500 журналов. Фонд осуществляет международный обмен печатными изданиями с крупнейшими библиотеками, организациями, учеными и специалистами университетов Западной Европы.
- Фонд редкой книги

Включает 14 215 печатных изданий. В фонде имеется личная коллекция известного советского историка, археолога и нумизмата члена-корреспондента АН Азербайджанской ССР профессора Е. А. Пахомова. В коллекции есть научные труды по археологии, этнографии и нумизматике Азербайджана. Фонд редкой книги содержит многотомные энциклопедии, напечатанные в XIX—XX веках на английском, французском, немецком и других языках, в том числе «Encyclopaedia of Americana», «Encyclopaedia of Britannica», «Alpha encyclopaedia», «La grande encyclopaedigue universelle en couleure», «Encyclopaediaof İslam», «Encyclopaedia İranica» и другие энциклопедии общественных наук.
- Фонд периодических изданий

Включает 2 757 газет на азербайджанском и русском языках, 303 320 журналов, 640 фотокопий, 9 062 летописи периодических изданий, 66 561 продолжающееся издание.
- Фонд диссертаций

Содержит 51 168 диссертаций и авторефератов на азербайджанском, русском и других языках.
- Обменный фонд

Фонд поддерживает отношения с передовыми университетами, крупнейшими библиотеками, издательствами и организациями США, стран Европы, Турции, Ирана, Саудовской Аравии и стран СНГ.
- Вспомогательный фонд

Включает 2 181 экземпляр литературы.
- Фонд личных коллекций

Объём книжной коллекции составляет свыше 4 718 единиц хранения. В него входят коллекции представителей азербайджанской интеллигенции, таких как Имам Мустафаев, Мирза Ибрагимов, Микаил Усейнов, Худу Мамедов, Расим Кязимов и Аббас Заманов, а также Национального музея истории Азербайджана, Нахичеванского отделения НАНА, Общества геологов-нефтяников Азербайджана.
- Фонд героев Карабахской войны

На апрель 2024 года в фонде содержатся сведения, видеоматериалы, фотографии о жизни и деятельности 89 шехидов апрельских боев 2016 года, 12 шехидов товузских боев 2020 года, 3 тыс. шехидов и около 100 гази отечественной войны 2020 года, 14 шехидов, погибших в результате крушения вертолёта в Гараэйбате в 2021 году, 80 шехидов, погибших в ходе военного конфликта, произошедшего на азербайджано-армянской условной границе 12-14 сентября 2022 года, сведения о боевом пути 220 Национальных героев, погибших в Первой карабахской войне.
В фонде содержится более 1500 книг, газет, журналов, статей об истории, политике, культуре, этнографии, экономике Карабаха.

## Залы библиотеки
Залы имеются на каждом этаже библиотеки. Всего в библиотеке 14 читальных залов, в том числе:
- Зал для академиков
- Диссертационный зал
- Комната для обсуждений
- Конференц-зал

## Директоры
- Айбениз Алиева-Кенгерли (1 марта 2014 — ?)[4]
- Лейла Иманова (? — 5 марта 2020)[5]
- Севиль Зульфугарова (6 марта 2020 — 20 ноября 2020)[6][7]
- Мамед Алиев[азерб.] (20 ноября 2020—2024)[8]
- Гусейн Гусейнов (с 3 апреля 2024)[9]

## Международное сотрудничество
Центральная научная библиотека в 1993 году стала членом Международной федерации библиотечных ассоциаций и учреждений.
В 2012 году библиотека была принята в члены Ассоциации научных библиотек при Совете Европы. ЦНБ НАНА стала первой библиотекой в Азербайджане, ставшей членом этой организации.